# I cavalieri teutonici
I cavalieri teutonici (Krzyzacy) è un film del 1960 diretto da Aleksander Ford.
Il soggetto è basato sul romanzo omonimo di Henryk Sienkiewicz. La trama della pellicola inerisce alla guerra polacco-lituano-teutonica vista attraverso gli occhi di Zbyszek di Bogdaniec (interpretato da Mieczysław Kalenik) - innamorato di Danusia (Grażyna Staniszewska), figlia di Jurand di Spychów (Andrzej Szalawski) - e di suo zio Maćko di Bogdaniec (Aleksander Fogiel).
L'opera cinematografica di Ford fu la prima super-produzione polacca in cui le più alte autorità statali vennero coinvolte nelle riprese. Si assunse circa un migliaio di comparse e la sequenza relativa alla battaglia di Grunwald fu quella in cui più di ogni altra emerge la vasta presenza delle stesse. Il direttore della fotografia del film, il quale impiegò la tecnologia della Technicolor, era Mieczysław Jahoda, mentre della scenografia si occupò Roman Mann. Il budget utilizzato per la realizzazione della pellicola ammontò a 30 milioni di złoty (in media in Europa orientale ci si fermava a 1 milione di dollari come spese).
Dopo la prima, il film di Ford si è rivelato il lavoro più redditizio e il film con il maggior numero di spettatori nella storia del cinema polacco (100 milioni di złoty nel marzo 1961), sebbene abbia suscitato opinioni contraddittorie tra i recensori. Da un lato, il film venne elogiato per la grande interpretazione degli attori e la qualità delle immagini, e dall'altro, si espressero delle critiche sul messaggio fortemente nazionalistico che emergeva. I cavalieri teutonici non furono infatti altro che uno strumento di propaganda delle autorità comuniste polacche per alimentare il conflitto diplomatico tra la Repubblica Popolare Polacca e la Repubblica Federale di Germania. Ad ogni modo, il film di Ford plasmò per anni la ricostruzione della guerra polacco-teutonica e, al momento della sua anteprima, ricevette anche il premio "Złota Kaczka" (Papera d'oro) come miglior lavoro cinematografico polacco.

## Trama
All'inizio del XV secolo, sul confine polacco-teutonico le forze monastiche sono intente ad effettuare incursioni nel territorio della corona. Nel corso di uno degli attacchi, il cavaliere Jurand di Spychów salva alcuni mercanti polacchi: per vendetta, alcuni teutonici bruciano l'abitazione di Jurand e ne uccidono la moglie.
Nel frattempo, Maćko di Bogdaniec e suo nipote Zbyszko fanno ritorno dal Granducato di Lituania, amministrato da Vitoldo. Lungo la strada, si fermano in una locanda a Tyniec (oggi facente parte del territorio comunale di Cracovia), dove anche la principessa Danutė aveva sostato in passato. Affascinata da una delle proprietarie del locale, Danusia Jurandówna, Zbyszko le dichiara che le ha rapito il cuore. Sulla strada per Cracovia, Zbyszko attacca un cavaliere teutonico in cui si imbatte, Kuno von Lichtenstein, che risulta essere un ambasciatore dell'ordine. Zbyszko viene condannato a morte per aver leso l'inviolabilità dell'araldo. Maćko cerca di chiedere frattanto la grazia al Gran maestro per suo nipote Zbysko, ma raggiunge Malbork gravemente ferito. Alla fine, Zbyszko viene salvato in maniera rocambolesca dall'esecuzione della sentenza da Danusia, la quale, secondo l'antica usanza, getta sulla testa una sciarpa bianca dicendogli: "Tu se mio".
I cavalieri teutonici, alle prese nella zona di confine con la strenua resistenza di Jurand, cercano di ottenere supporto dal duca di Masovia, Janusz I il Vecchio. Non avendo ricevuto il suo assenso, progettano di rapire Danusia e a tale scopo inviano una lettera alla principessa Danutė di Lituania chiedendo che Danusia giunga da suo padre morente. Si tratta però di un'imboscata e durante il tragitto i cavalieri teutonici rapiscono la donna. Nel frattempo, Zbyszko trasporta Maciek gravemente ferito a Bogdaniec, dove incontrano Jagienka, presentatasi come la figlia di Zych di Zgorzelice. Affascinata da Zbyszek, Jagienka lo aiuta ad assistere suo zio malato.
Ritornando al castello della Masovia, si scatena una bufera di neve sulla strada per Ciechanów e Zbyszko salva Jurand e il suo seguito. Tuttavia, non incontra Danusia, poiché viene a sapere che è stata rapita. Jurand e Zbyszko decidono a quel punto di trovarla e, a Spychów (in Masuria), incontrano delegati teutonici che diffondono la notizia della presunta liberazione di Danusia dai rapitori. Jurand si fida della loro parola e parte in segreto per Szczytno, dove si presume sia trattenuta Danusia. Lì viene buggerato dai cavalieri teutonici, in quanto gli fanno incontrare, al posto di Danusia, una ragazza affetta da disturbi mentali. Furioso per il tradimento, Jurand ingaggia una lotta, durante la quale vengono uccisi molti cavalieri dell'ordine, incluso un monaco di nome Gotfryd. Jurand, tuttavia, viene catturato e fratello Rotgier si reca dal duca di Masovia, chiedendo un risarcimento per il massacro dei monaci per mano di Jurand. Quando Rotgier richiede a Spychów la presenza dell'ordine, Zbyszko sfida a duello il cavaliere del monastero. Rotgier accetta, ma muore; a seguito dello scontro, Siegfried de Löwe, come punizione, ordina la mutilazione dell'imprigionato Jurand; a quest'ultimo viene mozzata la mano destra e posta nella bara di Rotgier.
Al contempo, si acuiscono le tensioni diplomatiche tra la corona polacca e l'ordine religioso cavalleresco; i teutonici dirottano le navi con il grano inviate lungo i fiumi verso la Lituania e accusano i polacchi di sostenere una ribellione scoppiata in Samogizia. Il re Ladislao II Jagellone considera la possibilità di iniziare una guerra con l'ordine, ma prima spedisce degli inviati per dei colloqui diplomatici. Tra gli inviati c'è Zbyszko, concentrato sull'ottenere informazioni su Danuśka, mentre Maćko si occupa di Spychów. Nel castello di Malbork, i cavalieri polacchi e teutonici si impegnano a non ingaggiare battaglia, ma la tregua viene compromessa non appena si spegne il già malato Gran maestro Konrad von Jungingen. Quest'ultimo ordina in punto di morte che le navi vengano restituite alla corona, mentre Zbyszek promette un salvacondotto a Szczytno e di aiutarlo a recuperare Danusia. Tuttavia, il nuovo Hochmeister Ulrich von Jungingen non mantiene le promesse del fratello e si prepara al conflitto.
Zbyszko va alla ricerca della sua amata e Maćko e Jagienka, correndo in suo aiuto, vedono per la prima volta il mutilato Jurand. Durante i combattimenti in Samogizia, entrambi i cavalieri provenienti da Bogdaniec, nella Polonia occidentale, dopo aver appreso dove si trova Siegfried de Löwe, rapitore di Danusia, lo fanno prigioniero e liberano la donna. Questa, tuttavia, non riconosce Zbyszko e Maćko e nel frattempo Siefgried scappa, ma sentendosi responsabile per il rapimento della giovane viene assalito dal senso di colpa e si impicca a un albero sul ciglio della strada nei pressi del confine polacco-teutonico. Danusia viene portata comunque via dal luogo in cui era stata reclusa, ma muore sulla strada per Spychów e Jurand piange la sua morte. Nel frattempo, lo Stato monastico dichiara guerra alla Polonia e alla Lituania.
Nell'accampamento situato nei pressi di Grunwald, entrambe le parti del conflitto stabiliscono una propria strategia di combattimento. Ladislao II non accede subito al campo di battaglia, spingendo gli avversari a spedire degli araldi. Questi consegnano al re due spade nude per infondere coraggio ai polacchi. Una volta che i polacco-lituani giungono nel luogo designato, scoppia la lotta quando la cavalleria leggera lituana e poi quella pesante polacca, chiedendo l'aiuto della Vergine Maria, partono per sconfiggere gli avversari. Ulrich von Jungingen muore nella battaglia e Maćko uccide Kunon. Ladislao II riceve dai suoi cavalieri gli stendardi teutonici catturati e il cadavere del Gran maestro viene gettato ai suoi piedi. Dopo la battaglia, Zbyszko e Maćko tornano a Bogdaniec, dove li aspetta una sorridente Jagienka.

### Differenze tra il libro e il film
Esistono delle divergenze tra la pellicola e il romanzo. Il regista si è concentrato solo sulla proiezione di alcuni elementi rinvenuti tra le diverse centinaia di pagine del testo, in particolare la storia romantica di Zbyszek con Danusia e Jagienka e quella di Jurand da Spychów. Inoltre, il re Ladislao è interpretato in chiave molto più positiva rispetto a Sienkiewicz, il quale si basava sulla cronaca di Jan Długosz, un religioso e storico polacco dell'età moderna molto giudizioso nei confronti del sovrano. Nel film, Ladislao appare prudente, misurato e coraggioso; secondo Stefan Kuczyński, si tratterebbe di una versione più credibile del carattere del sovrano rispetto a quella del romanzo. Nel corso della trama appare anche un personaggio non presente nel romanzo, ovvero il comandante dei reggimenti di Smolensk, il principe Lengvenis: della sua presenza Sienkiewicz non poteva sapere, in quanto questo fu scoperto dopo. Per ragioni ideologiche, anche la fanteria composta da contadini partecipa alla battaglia di Grunwald, la cui partecipazione non si rintraccia né nel romanzo né in studi di storici contemporanei.

## Produzione

### Preparativi e scenario

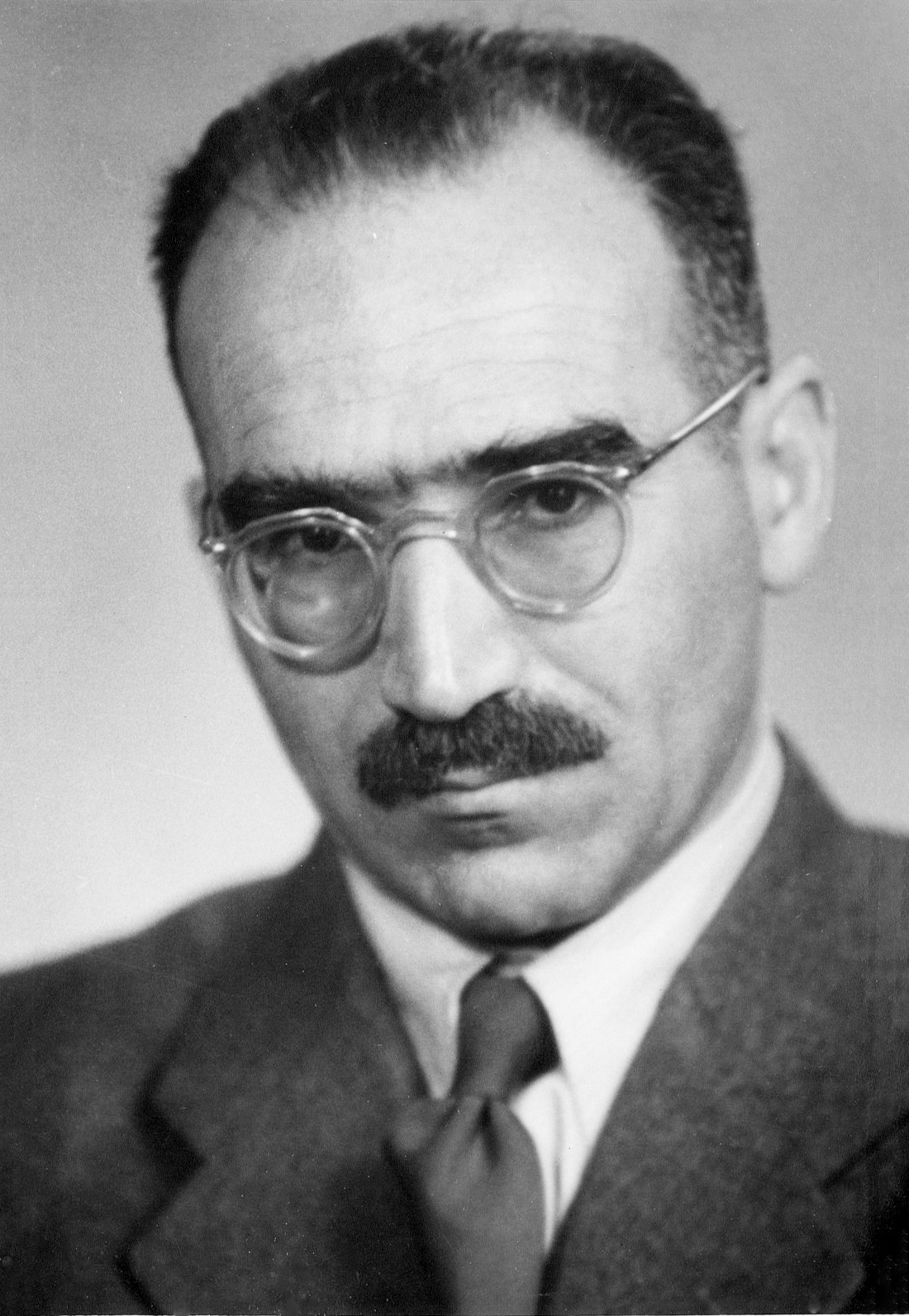
Aleksander Ford, il regista del film

Iniziando la produzione dei cavalieri teutonici, Aleksander Ford intendeva riconquistare la sua posizione di forza nella cinematografia polacca, persa a favore di Andrzej Wajda. Allo stesso tempo, tenendo presente il suo conflitto con il Primo Segretario del Comitato Centrale del Partito Operaio Unificato Polacco (PZPR), Władysław Gomułka (l'Ottavo giorno della settimana dal 1958 non poté più essere distribuito nelle sale cinematografiche), Ford voleva riscattarsi agli occhi delle autorità. Il film fu il primo lavoro polacco che coinvolse le più alte autorità statali dell'epoca (incluso Gomułka). Il crescente conflitto con l'ovest ingenerato dal patto di Varsavia si aggiunse alla trama in alcune sequenze dedicate alle rivolte della Samogizia messe in parallelo con la Repubblica Federale di Germania (BRD); la propaganda a Gomułka faceva osservare che il Cancelliere della BRD, Konrad Adenauer, alla cerimonia del giubileo di stato, indossava il soprabito dell'ordine teutonico. La croce nera sugli stemmi dei cavalieri teutonici avrebbe dovuto ricordare la svastica e il conflitto polacco-teutonico stesso non rappresentava in fondo altro che lo scontro tra i paesi del XX secolo aderenti al Patto di Varsavia e alla NATO.
La sceneggiatura dei cavalieri teutonici venne scritta da Ford insieme a Jerzy Stefan Stawiński in tre settimane. Quando gli fu chiesto come avesse fatto in così breve tempo, Stawiński scherzosamente affermò di aver realizzato i dialoghi ritagliando le pagine selezionate dal romanzo di Sienkiewicz e sostituendole con i discorsi. Anche se il drammaturgo Leon Kruczkowski ebbe un ruolo di rilievo nella stesura dei dialoghi, probabilmente non prese parte alla loro scrittura e il suo nome appariva nei riconoscimenti a causa della sua posizione elevata nel PZPR. La scenografia fu realizzata da sei persone guidate da Roman Mann, la musica composta da Kazimierz Serocki ed eseguita dalla grande orchestra radiofonica polacca di Katowice sotto la direzione di Jan Krenz. Per un maggiore realismo, si consultarono studiosi quali Stefan M. Kuczyński dal punto di vista storico, Andrzej Nadolski sugli equipaggiamenti bellici e Gertrude Małaczyńska sui costumi medievali.

### Casting e riprese
Il ruolo del protagonista, Zbyszek di Bogdaniec, fu interpretato da Mieczysław Kalenik. Come affermò in una delle interviste successive, il ruolo gli venne proposto dal regista stesso, incontrato per caso in un teatro, sebbene la stampa ipotizzò che anche Bogusz Bilewski fosse stato contattato. Nel ruolo di Danusia, Ford optò per Grażyna Staniszewska, apprezzando le sue interpretazioni precedenti. Inizialmente, si scelse Emil Karewicz per interpretare il principe Janusz Mazowiecki, ma, per decisione di Ford, gli venne assegnato il ruolo di Ladislao II. Secondo Karewicz, una simile scelta del regista sarebbe da rintracciare nel fatto che l'attore era originario di Vilnius, esattamente come il personaggio storico. Karewicz ricordò in seguito con affetto la sua collaborazione con il regista: "Conciliante, sul set si comportava con grande calma, a differenza dei suoi assistenti - Zbigniew Kuźmiński e Karol Chodura - che erano molto esigenti". Anche Aleksander Fogiel ottenne il ruolo di Maciek da Bogdaniec per uno scherzo del destino; l'attore si stava preparando per recitare in una commedia di Bertolt Brecht, ma incontrò Ford a Cracovia e rimase sorpreso dalla sicurezza con cui questi gli propose il lavoro ed era convinto che accettasse. Andrzej Szalawski, accusato dopo la seconda guerra mondiale di collaborare con i tedeschi e incarcerato per tre anni, avrebbe descritto ricordando in parte le angherie subite nella narrazione relativa alla mutilazione di Jurand. Urszula Modrzyńska, poco più che tredicenne, interpretò Jagienka, e Kalenik riassunse il suo lavoro come "piena di energia".
Per il film si realizzarono 18.000 costumi. La troupe del film dispose di un elicottero e di una città temporanea costruita dai militari, che ospitava circa 1.000 persone. Quasi 350 cavalli e circa un migliaio di comparse furono coinvolti nella produzione. L'enorme budget di cui si disponeva (30 milioni di złoty). consentì le riprese di 11 lungometraggi di medio termine. I lavori cominciarono il 3 agosto 1959, con la scena relativa alla lotta di Zbyszek con un orso; le location in cui si girò furono Malbork, Łódź, Starogard Gdański, il lago Łagiewnicki il lago Jamerta, le vicinanze del lago Godziszewskie e il castello di Kwidzyn.
Alle scene finali della battaglia di Grunwald fu dedicata grande cura per la recitazione degli attori principali e delle comparse. Queste ultime combattevano in armature sintetiche, ricorrendo a spade di legno e asce di gomma. Il sangue fu realizzato perlopiù con dei preparati chimici, mentre i cavalieri morti venivano duplicati con dei burattini. Affinché i cavalli sembrassero morti, questi vennero sedati per circa 2-3 ore di film. Le colline nelle foreste vicino a Kolincz furono ripulite dalle vecchie radici per garantire che i cavalieri potessero galoppare in sicurezza, e tra le radure - oltre ai residenti locali - si insediarono anche i prigionieri di Starogard. La scena dell'offerta a Ladislao delle "due spade nude" presentò delle problematiche, in quanto il vero cavallo si spaventava al suono delle spade incrociate: pertanto, nella scena l'animale fu sostituito da una capra. Durante le cavalcate, alcune delle comparse rimpiazzarono Leon Niemczyk; Mieczysław Kalenik si ruppe una gamba sul set, ma continuò a recitare e la troupe cercò di ingegnarsi per coprire in ogni occasione le fasciature poste sulla gamba dell'attore. Per accrescere il realismo, si cercarono di portare dei bovini rossi da una delle fattorie statali (nel XV secolo gli unici allevati in Polonia), ma ciò non avvenne e il tentativo di dipingere manualmente macchie a delle mucche olandesi si rivelò un buon compromesso. Dopo la fine delle riprese, ci si accorse che vi era una scena in cui uno dei protagonisti portava un orologio al polso.
Il lavoro di Ford non costituì il primo film polacco a colori (già era successo nel 1953 con Le avventure nel quartiere Mariensztat) ma risultò il primo a realizzare interamente il nastro Kodak nel sistema Technicolor e lo schermo largo; l'editing venne eseguito a Parigi. Il film supportava anche il suono stereo e si distingueva anche per il montaggio dinamico; solo la scena della battaglia di Grunwald, della durata di diversi minuti, contava 152 esplosioni.

## Colonna sonora
Il sottofondo musicale per I cavalieri teutonici fu composto da Kazimierz Serocki. Nel film sono presenti canti religiosi e alcune versioni distorte di canti tradizionali. Serocki riassunse il leitmotiv adottato durante la creazione delle tracce musicali del film come segue:

## Distribuzione
La prima pubblica del film ebbe luogo il 15 luglio 1960 (nel 550º anniversario della battaglia di Grunwald) presso il Palazzetto dello sport di Łódź. Esistono opinioni diverse sulla prima ufficiale del film: Ryszard Tomkiewicz afferma che essa avviene invece il 17 luglio 1960 al cinema "Polonia" di Olsztyn subito dopo la cerimonia ufficiale di stato del 550º anniversario della battaglia di Grunwald, al mattino nei vicini campi di Grunwald; altre fonti ne posticipano la data al 22 luglio, anniversario dell'annuncio del Manifesto del Comitato Polacco di Liberazione Nazionale. Alla prima parteciparono rappresentanti delle autorità statali e del partito, nonché ospiti stranieri invitati per l'occasione. Il film fu distribuito in tutte le sale nazionali il 2 settembre 1960.

### Distribuzione dal 1990
Intorno al 1990, la versione de I cavalieri teutonici in formato VHS divenne disponibile grazie all'agenzia di produzione cinematografica "Productor". Nel 1997 fu pubblicata la prima edizione del lavoro cinematografico su DVD dalla Telewizja Polska. Nel 2010, è stata rilasciata per la prima volta l'edizione ricostruita digitalmente de I cavalieri teutonici come parte del programma KinoRP. A supervisionare la revisione se ne preoccupò Agora (azienda con sede a Varsavia), e il film supportava il suono stereo ed era in formato 16:9. Dal 2013 è divenuta disponibile la copia su supporto Blu-Ray, appartenente alla serie editoriale Classici del cinema polacco.

## Accoglienza

### Incassi
Il film fu visto da 2 milioni di persone in pochi mesi, 14 milioni nei primi quattro anni e oltre 32 entro il 1987. In URSS, le presenze al cinema fecero registrare 29,6 milioni di spettatori e in Cecoslovacchia 2,65.

### Critica
La critica giudicò nel complesso positivamente la pellicola. Tadeusz Płużański dichiarò nella "Gazeta Pomorska" che sullo sfondo del film di Ford, le rappresentazioni della battaglia di Grunwald di Henryk Sienkiewicz e Jan Matejko erano diventate anacronistiche: "Il lavoro di Ford, grazie all'immenso lavoro grafico, ha permesso di assistere alla lotta di Grunwald da dozzine di angolazioni contemporaneamente, ora dalla prospettiva polacca o dei teutonici, dalle selle dei cavalieri combattenti e da sotto le pance dei cavalli al galoppo, rendendo ancor più frenetica, ma molto più reale di quella dipinta da Jan Matejko e tutti quei pittori che tentarono di immortalarla".
Secondo Czesław Michalski del "Przyjaźń", il regista del film "ha saputo riportare in vita [...] tutti gli eventi tramandatici da quei tempi lontani e che erano presenti nella storia di Sienkiewicz". Leon Bukowiecki del "Dziennik Zachodni", valutando le immagini di Mieczysław Jahoda, affermò che fossero "sorprendentemente affascinanti", elogiando altresì il virtuosismo del regista: "Ford dimostra in ogni momento la sua presenza, sapendo collocare gli attori nelle scene recitate e in quelle in cui sono presenti danze". Jerzy Płażewski nella sua recensione per il "Przegląd Kulturalny" apprezzò la capacità del regista nella scelta degli attori: "La rischiosa decisione di far interpretare Jagienka a Urszula Modrzyńska si è rivelata del tutto giusta, così come l'impacciato Maćko (Aleksander Fogiel) e il raffinato De Lorche (Leon Niemczyk)".
Toni più giudiziosi ha riservato Jan Józef Szczepański del "Tygodnik Powszechny" alla recitazione dei personaggi principali: "Le visite di Danusia alla prigione, terminate con un'esibizione vocale melodrammatica, sembrano una storpiatura del genere drammatico". Inoltre, ha commentato i dialoghi come "poco cinematografici e molto legnosi". Szczepański, invece, è rimasto colpito in positivo dalla sequenza della battaglia di Grunwald, oltre che dal lavoro musicale di Kazimierz Serocki: "Le vecchie canzoni da lui ricostruite, soprattutto quelle dell'ordine teutonico, trasmettono l'immedesimazione dello spettatore nel passato". Anche Andrzej Wajda, rappresentante della scuola di cinema polacca fu abbastanza negativo sul film di Ford.
La prima straniera de I cavalieri teutonici avvenne al Palazzo Gaumont in Francia il 26 maggio 1961 e fu accolta con favore. Come affermato da Charles Ford e Robert Hammond, il film era stato "emozionante nonostante qualche imprecisione storica e le troppe allusioni politiche". Nel 1999, dopo che la pellicola fu proiettata al Polish Film Festival in America, Kevin Thomas del "Los Angeles Times" descrisse il film di Ford come "uno spettacolo magnifico con colori sbalorditivi che prendono vita come un arazzo medievale. [...] Ford fa coesistere un cast di 5.000 persone, decorazioni monumentali, costumi sontuosi, splendidi scenari e ottima musica per offrire uno straordinario spettacolo". Secondo Nickolas Haydock, I cavalieri teutonici è "uno dei grandi tesori del cinema medievale e meritano di essere conosciuti meglio al di fuori della Polonia".

## Riconoscimenti
Il lavoro di Ford è stato premiato con la Złota Kaczka dalla rivista "Film" per la migliore opera polacca del 1960, così come, per le riprese, sono stati premiati Aleksander Ford e Mieczyslaw Jahoda con il Premio del Ministro della Cultura e dell'Arte. La musica del film è stata selezionata come candidata polacca all'Oscar per la miglior opera non in lingua inglese, ma non tra le migliori in lizza per il premio. Prese parte inoltre al concorso principale della Mostra del cinema di Venezia, ma il premio principale, il Leone d'oro, fu vinto da Il passaggio del Reno (1960) di André Cayatte.
Nel 1999, nel settimanale di attualità "Polityka", il film di Ford fu selezionato come decimo film polacco più interessante del XX secolo. Nel 2009, sulla rivista "Film", I Cavalieri Teutonici si è classificato terzo nella categoria "miglior film storico e in costume polacco del secolo", venendo scavalcato solo da Diluvio (1974) di Jerzy Hoffman e Il pianista (2002) di Roman Polański.

## Influenza culturale

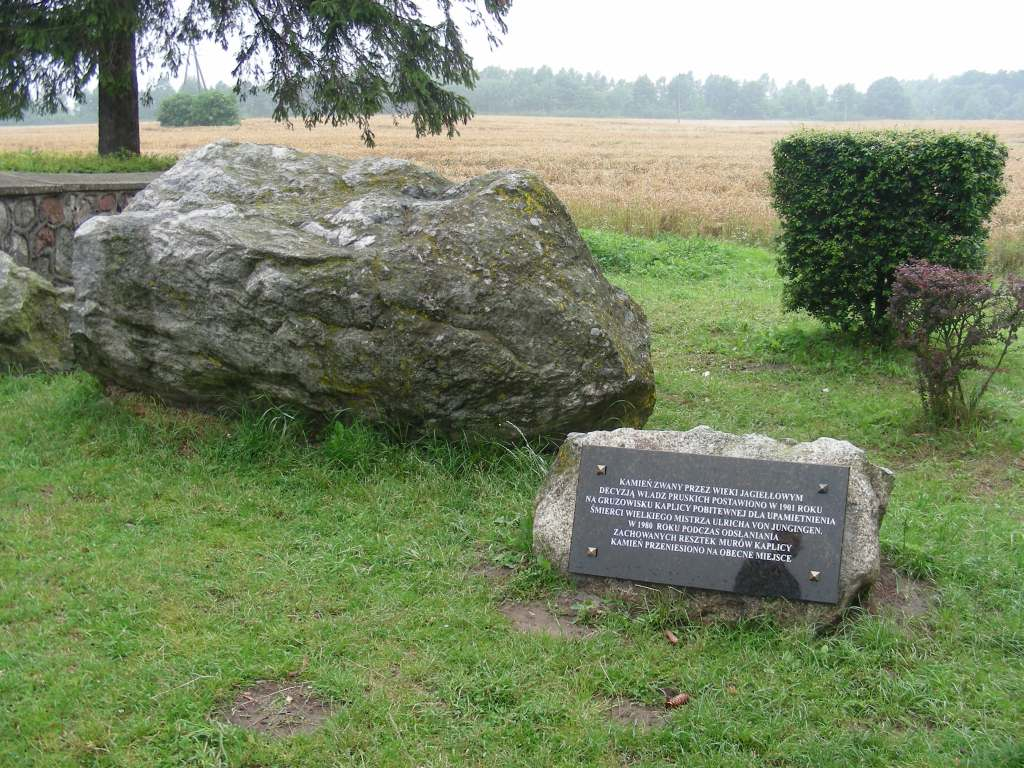
Lapide commemorativa collocata nella piana in cui si svolse la battaglia di Grunwald

L'eredità de I cavalieri teutonici non è valutata in maniera unanime. Bogusław Skowronek ha osservato che nel suo film Aleksander Ford si cementò "una visione ingenua e semplificata della storia, rafforzando una visione nazionalista del mondo basata sulla contrapposizione tra il bene e il male". Skowronek aggiungeva inoltre:
Piotr Skrzypczak ha asserito che "I cavalieri teutonici di Ford si è rivelato un film che combina [...] in modo abbastanza ingegnoso l'attuale messaggio politico con una descrizione letteraria degli eventi storici. Non è stato compromesso in maniera irreversibile il romanzo di Sienkiewicz e non sono mancati gli accenni religiosi che tanto hanno accompagnato i polacchi nel periodo interbellico e postbellico". Andrzej Gwóźdź ha causticamente osservato che nel film di Ford "la missione dell'ordine risulta essere in realtà la missione dei barbari e, per questo, i teutonici non possono vincere la guerra. Dio abbandona i barbari e sostiene gli slavi, anche se molti di questi ultimi sono usciti a malapena dal buio del paganesimo".
Anni dopo, Stanisław Janicki ha ricordato che "la realizzazione de I cavalieri teutonici è stata - per il nostro cinema - un evento di svolta [...]. Si è scoperto che la cinematografia, invero poco conosciuta per via della cortina di ferro, può svelare film che solo i registi di Hollywood possono permettersi". Tadeusz Lubelski ha riportato che il film di Ford vantava una "grande sceneggiatura" e un'impressionante sequenza di quindici minuti della battaglia di Grunwald. Allo stesso tempo, Lubelski ha affermato però che "la personalità dei personaggi principali era abbastanza carente" e "ha confermato che il pubblico si rifugia nelle credenze nazionaliste più arcaiche".
Nonostante la controversia sul significato dell'opera di Ford, resta ad oggi una Budva descrizione del conflitto polacco-lituano-teutonico. Nello stesso anno, quando ebbe luogo la prima de I cavalieri teutonici, furono eretti diversi monumenti sul campo di battaglia di Grunwald, tra cui un'enorme scultura in granito con l'immagine di due cavalieri con gli elmi. La sequenza finale sulla lotta viene mostrata periodicamente nella sala cinematografica del museo dedicato a Grunwald. Il regista italo-statunitense Martin Scorsese ha considerato I cavalieri teutonici come uno dei capolavori della cinematografia polacca e, nel 2014, lo ha selezionato per la presentazione negli Stati Uniti e Canada del festival dei film polacchi.